# Connecteur VGA
Pour un article plus général, voir Video Graphics Array.
Suivant
Un connecteur VGA (en anglais : Video Graphics Array) est un connecteur de type D-sub, plus précisément DE-15. Il est utilisé pour connecter une carte graphique à un écran d'ordinateur en analogique. 
Ce connecteur est parfois appelé connecteur RGB, HD-15 ou D-sub 15. 

## Description

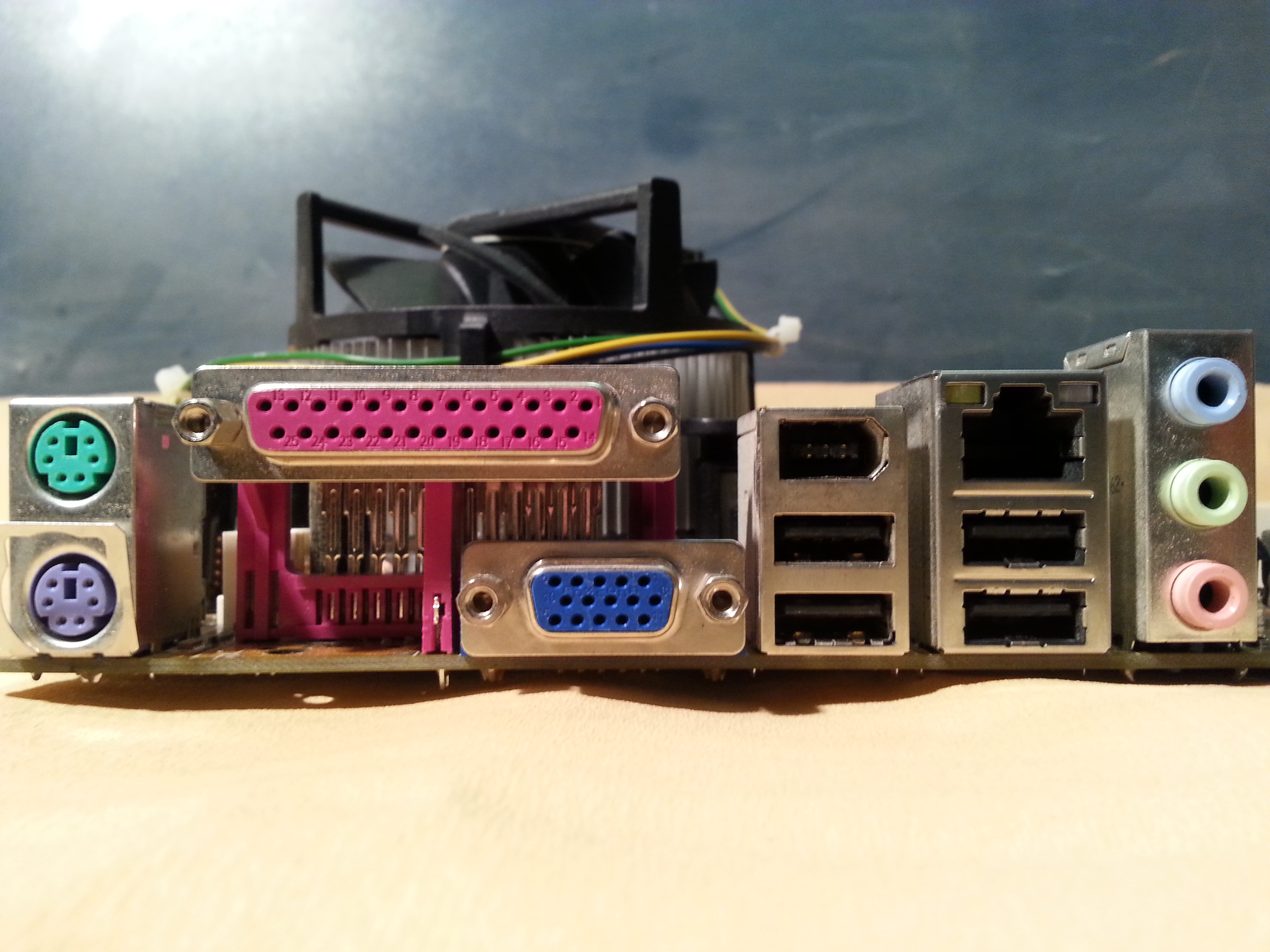
connecteur VGA, sur une carte mère au milieu en bleu

Un connecteur VGA possède 15 broches organisées en trois rangées. Ce connecteur existe en deux générations : version originelle, et version DDC2, qui permet la détection automatique du type de moniteur. 
Certains ordinateurs portables sont équipés d'une variante miniature de ce connecteur, le Mini-VGA. D'anciennes cartes graphiques ont utilisé un connecteur de type DE-9.

## Utilisation
Les câbles VGA sont les mêmes pour les différentes résolutions : VGA, SVGA, XGA, SXGA, UXGA, QXGA. La qualité et la longueur du câble peuvent cependant avoir une importance pour la qualité des plus hautes résolutions.
Les câbles et connecteurs VGA sont utilisés pour transmettre les signaux RGBHV + DDC2 :
- les composantes vidéo analogiques RGB (rouge, vert, bleu),
- la synchronisation horizontale H,
- la synchronisation verticale V,
- des signaux numériques DDC2 d'identification des moniteurs.

Ces derniers signaux utilisent un bus I2C qui occupe deux broches (données et horloges).
La spécification de Microsoft PC 99 a attribué la couleur bleue aux connecteurs VGA. Les fabricants se sont rapidement conformés à ce code de couleurs.